# Agrotis euxoides
Agrotis euxoides là một loài bướm đêm trong họ Noctuidae.